# Oenoptila rufula
Oenoptila rufula är en fjärilsart som beskrevs av W. Warren 1907. Oenoptila rufula ingår i släktet Oenoptila och familjen mätare. Inga underarter finns listade i Catalogue of Life.